# Fauld
Fauld – przysiółek w Anglii, w Staffordshire. Leży 26,7 km od miasta Stafford, 35,1 km od miasta Stoke-on-Trent i 186,5 km od Londynu. W latach 1870–1872 miejscowość liczyła 56 mieszkańców. Fauld jest wspomniana w Domesday Book (1086) jako Felede.